# أبيجيل باروز
أبيجيل باروز (بالإنجليزية: Abigail Barrows)‏ هي عالمة أحياء بحرية أمريكية، ولدت في 1984.

## وصلات خارجية
- الموقع الرسمي